# كوندروفو
كوندروفو (بالروسية: Кондрово) هي إحدى مدن روسيا في الكيان الفدرالي الروسي كالوغا أوبلاست.